# The Arch (Hongkong)
The Arch – wieżowiec w Hongkongu, w Chinach o wysokości 231 m. Budynek otwarto w 2005, liczy 65 kondygnacji.